# Sam Fender
Samuel Thomas Fender, detto Sam (North Shields, 25 aprile 1994), è un cantautore britannico. Legato all'etichetta Polydor Records, nel corso della sua carriera ha pubblicato tre album, i primi due dei quali arrivati in vetta alla classifica britannica.

## Biografia e carriera
Nato il 25 aprile del 1994 a North Shields nel nord est dell'Inghilterra, Sam Fender è figlio e fratello d'arte. Sia suo padre Alan che suo fratello Liam sono musicisti e cantautori. Inizia a suonare la chitarra all'età di 10 anni e a comporre la propria musica all'età di 14 anni. Viene notato per la prima volta nel 2013 durante un'esibizione in un pub: notato dal manager Owain Davies, Fender inizia ad esibirsi in numerosi eventi in giro per il Regno Unito. A ciò seguono due anni di completa inattività a causa di un problema di salute, per il quale afferma di aver rischiato di morire.
Nel 2017 debutta con il singolo Play God: spingendosi fino alla cinquantunesima posizione nella classifiche di vendita scozzesi e all'ottantanovesima di quelle inglesi.
Nonostante la carriera ancora agli inizi, Fender è già stato riconosciuto come tra gli esordienti più promettenti sul panorama britannico, aggiudicandosi il Critics' Choice Award ai Brit Awards del 2019. Sempre nel 2018 pubblica il suo EP d'esordio Dead Boys. Nel corso del 2019 l'artista pubblica diversi singoli, ottenendo un disco d'oro per Hypersonic Missiles e un disco d'argento per Will We Talk. Seguono numerosi concerti sul suolo britannico.
In seguito al successo di alcuni suoi singoli, l'artista pubblica l'album di debutto Hypersonic Missiles, il quale raggiunge la vetta della classifica britannica e ottiene un disco d'oro sempre in madrepatria. 
Eseguirà una versione live dei singoli Will We Talk?, The Borders e You're Not the Only One presso Capitol Studio, in California.
Nel 2020 viene nominato come Best New Artist ai BRIT Awards. Sempre nel 2020 collabora con vari altri artisti per il progetto Live Lounge Allstars, raggiungendo in questo modo la vetta della classifica singoli britannica con il singolo Times Like These, cover di un brano dei Foo Fighters.
Eseguirà inoltre una cover di Amy Winehouse, Back to Black, per la BBC Radio 1, per poi annunciare la stesura di un nuovo album, previsto per il 2021.
Nel 2021 pubblica i singoli Get You Down, Aye, Spit of You e Seventeen Going Under, quest'ultimo in grado di raggiungere il 3º posto della Official Singles Chart. L'album Seventeen Going Under viene pubblicato il 8 ottobre 2021, debuttando in vetta alla classifica britannica.
Il 18 dicembre 2021 riceve tre nomination ai BRIT Awards 2022; una per l'album dell'anno con Seventeen Going Under, una per l'artista dell'anno e una per il miglior rock/alternative; vincendo poi quest'ultima.
Nel 2023 Fender apre per Bruce Springsteen in Italia due date del tour: il 18 Maggio a Ferrara e il 21 Maggio a Roma.
Nel gennaio 2025 pubblica l'album People Watching. Il video dell'omonimo brano ha come protagonista l'attore Andrew Scott.

## Vita personale

### Salute
Fender soffre di ADHD, che secondo lui lo ha aiutato a concentrarsi sulla musica. I suoi problemi con il sistema immunitario hanno influenzato i suoi tour. Gli spettacoli di Bristol e Birmingham previsti per il 5 e 6 dicembre 2019 sono stati rinviati a gennaio 2020 a causa di una "infezione delle vie respiratorie". Nonostante ciò, entrambi gli spettacoli sono stati nuovamente cancellati nel gennaio 2020, poiché Fender ha accumulato infezioni al torace, laringite e tonsillite. Ha sostenuto l'uso di Marijuana per scopi medicinali, la quale ha contribuito ad alleviare i sintomi del cancro di un amico.
Il 12 settembre 2022, Fender ha annunciato che avrebbe annullato le restanti date del suo tour negli Stati Uniti per concentrarsi sulla sua salute mentale. Ha dichiarato: "Ho trascurato me stesso per più di un anno ormai e non ho affrontato cose che mi hanno colpito profondamente".

### Opinioni politiche
Fender sostiene opinioni di sinistra, ma ha detto che la sinistra britannica ha "alienato la propria base di sostenitori" concentrandosi sulla politica identitaria, lasciando la classe operaia a "essere conquistata dalla destra". Riteneva che "la crescente polarizzazione del discorso politico" è un problema che rende "il dibattito e il compromesso quasi impossibili". Fender era anche un sostenitore di Jeremy Corbyn, dicendo a The Big Issue: "Ho amato Corbyn, francamente. Voglio dire, ha incasinato un sacco di cose. Ma penso che il suo cuore fosse al posto giusto e questo è qualcosa che non vediamo da molto tempo. Penso solo che la stampa britannica gli abbia reso un pessimo servizio. E penso che molte persone che avrebbe potenzialmente aiutato, siano state indotte a odiarlo." Nel luglio 2020, ha firmato una lettera aperta, insieme ad artisti tra cui Elton John, Dua Lipa e Olly Alexander, al Ministro per le Donne e le Uguaglianze del Regno Unito, Liz Truss, chiedendo il divieto di tutte le forme di terapia di conversione. Alla fine del 2021, Fender si è sentito disilluso dai politici e dai partiti politici, affermando che "la sua unica fedeltà ora è verso 'le persone'".
Nel novembre 2023, Fender ha firmato una lettera aperta chiedendo un cessate il fuoco nella striscia di Gaza.

### Ricchezza
Nel 2022, Fender è entrato per la prima volta nella Sunday Times Rich List, classificandosi al 12º posto nella lista dei giovani milionari della musica nel Regno Unito, con una ricchezza valutata a £10 milioni (US$ 11.9 milioni).

## Discografia

### Album in studio
- 2019 – Hypersonic Missiles
- 2021 – Seventeen Going Under
- 2025 – People Watching

### Album dal vivo
- 2022 – Live from Finsbury Park

### EP
- 2018 – Dead Boys
- 2025 – Me and the Dog

### Singoli
- 2017 – Play God
- 2017 – Greasy Spoon
- 2017 – Millennial
- 2017 – Start Again
- 2018 – Friday Fighting
- 2018 – Leave Fast
- 2018 – Dead Boys
- 2018 – That Sound
- 2019 – Hypersonic Missiles
- 2019 – Will We Talk?
- 2019 – The Borders
- 2019 – All Is on My Side
- 2020 – Hold Out
- 2020 – Winter Song
- 2021 – Seventeen Going Under
- 2021 – Get You Down
- 2021 – Spit of You
- 2021 – Long Way Off
- 2021 – The Dying Light
- 2022 – Getting Started
- 2022 – Alright
- 2022 – Wild Gray Ocean
- 2024 – Homesick (con Noah Kahan)
- 2024 – People Watching
- 2025 – Arm's Length
- 2025 – Tyrants

### Singoli promozionali
- 2018 – Poundshop Kardashians
- 2018 – Spice
- 2019 – Saturday
- 2021 – Aye
- 2021 – Howdon Aldi Death Queue
- 2024 – Wild Long Lie
- 2025 – Remember My Name
- 2025 – Little Bit Closer

## Tournée
- 2019/21 – Hypersonic Missiles Tour
- 2022 – Seventeen Going Under Tour
- 2024/25 – People Watching Tour